# Жулія Перейра де Соуза Мабіло
Жулія Перейра де Соуза Мабіло (фр. Julia Pereira de Sousa-Mabileau; нар. 20 вересня 2001, Кенсі-су-Сенар, Франція) — французька сноубордистка, що спеціалізується на скікросі, олімпійська медалістка. 
Срібну олімпійську медаль Перейра де Соуза Мабіло виборола на Пхьончханській олімпіаді 2018 року в скікросі.